# 1993 год в науке
В 1993 году были различные научные и технологические события, некоторые из которых представлены ниже.

## События
- 2 января на корабле «Союз ТМ-16» стартовали космонавты Геннадий Михайлович Манаков, Александр Фёдорович Полещук  (Россия). Тринадцатая долговременная экспедиция на станции «Мир».
- 24 февраля — японцем Юкихиро Мацумото был задуман новый и перспективный язык программирования «Ruby».
- 28 марта — вспышка сверхновой звезды SN 1993J в галактике M81. В то время она была второй по яркости сверхновой, наблюдаемой в двадцатом веке. Первой сверхновой была SN 1987A, которая взорвалась в соседней галактике Большое Магелланово Облако в 1987 году.
- 23 июня - Эндрю Уайлс объявил о доказательстве Великой теоремы Ферма
- 1 июля на корабле «Союз ТМ-17» стартовали космонавты Василий Васильевич Циблиев, Александр Александрович Серебров  (Россия), Жан-Пьер Эньере  (Франция). Четырнадцатая долговременная экспедиция на станции «Мир». Эньере — четвёртый космонавт Франции.
- 16 июля — в Лондоне, прошла презентация Amiga CD32 — первой 32-битной игровой консоли использующей CD-ROM.

## Достижения человечества

### Новые виды животных
- Животные, описанные в 1993 году

## Награды
- Нобелевская премия
  - Физика — Рассел Халс и Джозеф Тейлор мл. — «За открытие нового типа пульсаров, давшее новые возможности в изучении гравитации».
  - Химия — Кэри Муллис — «За изобретение метода полимеразной цепной реакции», Майкл Смит — «За фундаментальный вклад в установлении олигонуклеотидно-базированного, локально-ориентированного мутагенеза и его развитие для изучения белков».
  - Медицина и физиология — Ричард Робертс, Филлип Шарп — «За открытие, независимо друг от друга, прерывистой структуры гена».
  - Экономика — Роберт Фогель, Дуглас Норт — «За новое исследование экономической истории с помощью экономической теории и количественных методов для объяснения экономических и институциональных изменений».
- Премия Бальцана
  - Искусствоведение и археология Древнего мира: Жан Леклан (Франция).
  - Социальная история XIX—XX вв.: Лотар Галль (Германия).
  - Океаническая палеонтология: Вольфганг Бергер (Германия — США).
- Премия Тьюринга
  - Юрис Хартманис и Ричард Э. Стернс — «В дань их основополагающим работам, обеспечившим базу теории сложности вычислений».
- Большая золотая медаль имени М. В. Ломоносова
  - Джон Кеннет Гэлбрейт (профессор, США) — за выдающиеся достижения в области экономических и социальных наук.
  - Дмитрий Сергеевич Лихачёв — за выдающиеся достижения в области гуманитарных наук.

Другие награды РАН
- Литературоведение:
  - Премия имени А. С. Пушкина — Юрий Михайлович Лотман — доктор филологических наук, заведующий кафедрой русской литературы Педагогического института в Тарту — за работы: «Александр Сергеевич Пушкин. Биография писателя» и «Роман А. С. Пушкина „Евгений Онегин“. Комментарий»[1].
- Международная премия по биологии
  - Уилсон, Эдвард Осборн — экология.

## Скончались
- 7 мая — Владимир Мельников, советский конструктор вычислительной техники, академик.
- 18 мая — Валентина Ивановна Антонова, кандидат искусствоведения, специалист в области древнерусской живописи.
- 12 июня — Леонид Моисеевич Пятигорский, советский физик.
- 10 августа — Владимир Филиппович Веклич[2][3], изобретатель троллейбусного поезда[4][5].
- 28 октября — Юрий Михайлович Лотман, советский литературовед, культуролог и семиотик.
- 5 декабря — Роберт Оксенфельд, физик, один из соавторов открытия полного вытеснения магнитного поля из сверхпроводника (эффект Мейснера)